# Giv'at Chacvim
Giv'at Chacvim (hebrejsky: גבעת חצבים) je výšina o nadmořské výšce cca - 250 metrů v severním Izraeli, v Bejtše'anském údolí.
Leží v zemědělsky intenzivně využívané krajině cca 6 kilometrů jihovýchodně od města Bejt Še'an a 2 kilometry severoseverovýchodně od vesnice Kfar Ruppin. Má podobu nevýrazného odlesněného návrší, které na východní straně míjí řeka Jordán. Mezi řekou a tímto vrcholem vede pohraniční silnice. Západně od pahorku vede lokální silnice 6688 do Ma'oz Chajim. Na severozápad od Giv'at Chacvim se rozkládá pahorek Tel Pecha, na jižní straně je to návrší Tel Karpas.